# デミアン

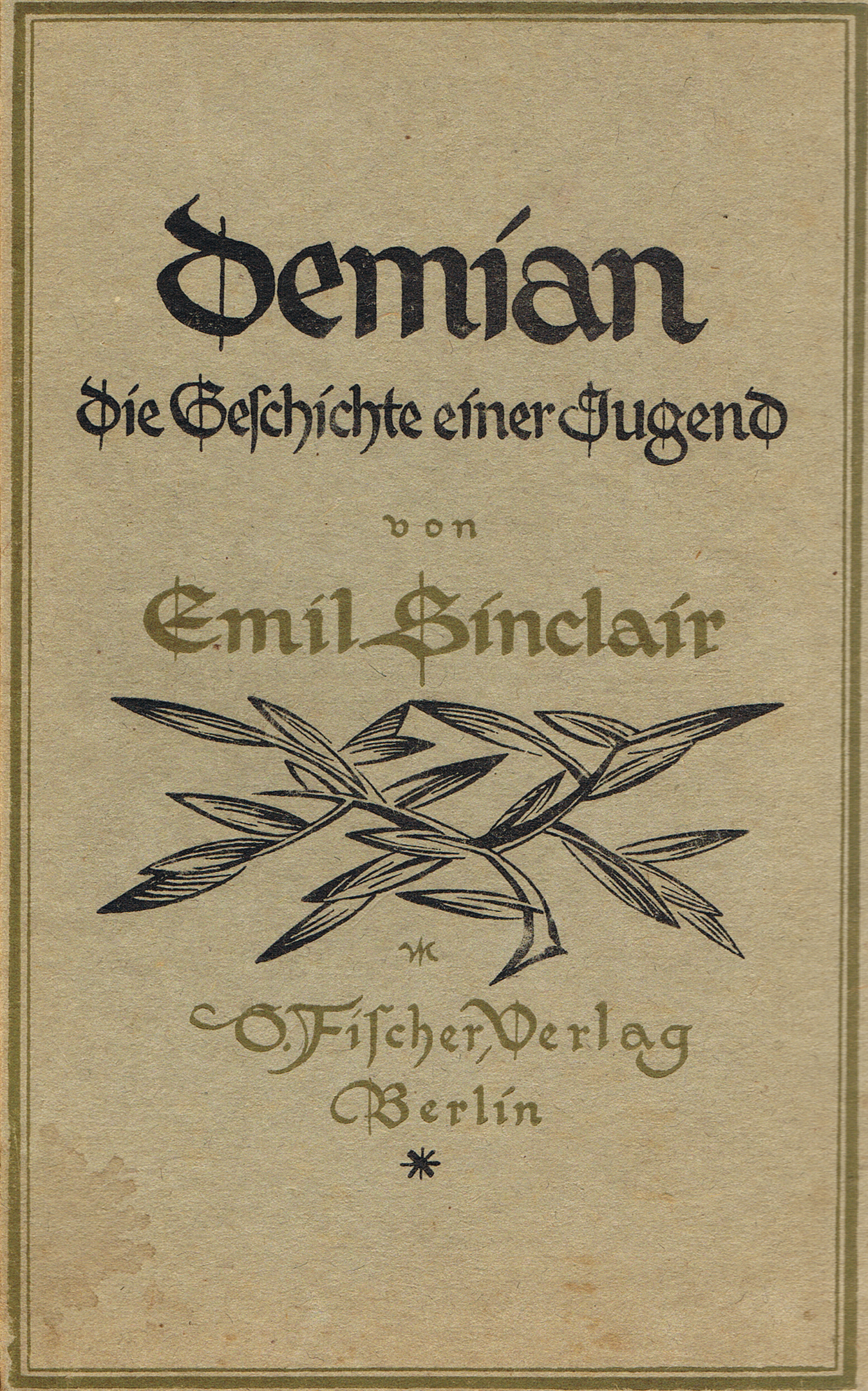
初版（1919年）

『デミアン－エーミール・シンクレールの少年時代の物語』（Demian: Die Geschichte von Emil Sinclairs Jugend）とは、1919年に発表されたヘルマン・ヘッセの教養小説である。この作品は当初「エーミール・シンクレール」という名で刊行されていた。しかし、1920年半ばにOtto FlakeとEduard Korrodiが作者はヘッセであることを証明する論文を発表し、1920年7月にヘッセは『Vivos voco』誌上で真実であることを認め、以後「ヘルマン・ヘッセ」の名で公刊されている。1960年にはプロローグが追加された。

## 背景
第一次世界大戦の最中である1914年11月3日、当時スイスのベルンに住んでいたヘッセは、祖国ドイツに「友よ!その調子でなく!（O Freunde, nicht diese Töne）」という論文を送った。しかし、その論文は、ドイツの戦争継続を批判する内容であったため、ドイツでは厳しい批判を受けてしまう。そのため、ヘッセは、新聞の論評などで「臆病者」や「裏切り者」と罵られていた。1915年、ドイツ領事館で徴兵検査を受けたが、近視を理由に不合格となり、ドイツ捕虜援護事務所で、ドイツ人捕虜に読み物を選ぶ仕事に就く。
マスコミを通じた中傷、仕事による疲弊、1916年3月の父親の死などのさまざまな悩みを抱え、肉体的苦痛を感じるまでに病むが、分析心理学で有名なユングの弟子であるJoseph Bernhard Langたちの助けを借りながら、精神の回復を遂げる。そして、1917年9月から10月にかけて深い精神世界を描いた作品デミアンを執筆した。ヘッセの作品では初めて、「自己を追い求める」といった主題を取り扱っている。ヘッセの作風が、一変した作品であった。 
主人公の「シンクレール」という名は、外交官のIsaac von Sinclairから着想を得ており、彼と詩人のフリードリヒ・ヘルダーリンとの友情をモデルとして描かれた物語である。

## あらすじ
小さな町のラテン語学校に通う10歳の主人公エーミール・シンクレールは、些細な理由で、悪童クローマーに脅されてしまう。深く苦しんでいたシンクレールは、ある日、町にやって来たマックス・デミアンに救われる。デミアンは、シンクレールにカインとアベルの逸話について、そして明と暗の両者が存在している二つの世界について語った。そして、それは、シンクレールに大きな影響を残し、シンクレールの葛藤の日々が始まる。

## 主な訳書
- 高橋健二訳 岩波文庫、1939。新潮文庫 初版1951、「ヘッセ全集」新潮社
- 相良守峯訳 角川文庫、1952
- 実吉捷郎訳 岩波文庫、1959
- 吉田正己訳 世界名作全集：筑摩書房、1961
- 秋山英夫訳 講談社文庫、1971
- 生野幸吉訳 世界文学全集：集英社、1973
- 日本ヘルマン・ヘッセ友の会・研究会 編訳、「ヘルマン・ヘッセ全集」臨川書店、2005
- 酒寄進一訳「デーミアン」光文社古典新訳文庫、2017

## 影響
第一次世界大戦の敗戦後、混乱期にあったドイツでは、この作品は、オスヴァルト・シュペングラーの『西洋の没落』と並んで、広く読まれていた。「明」（公認された世界）と「暗」（公認されていない世界）二つの世界に戸惑いつつも、真の自己を求めていく姿を描いたこの作品は、ヘッセの代表作と評価され、ドイツ国内だけでなく、世界中の青年たちに長く読み継がれ、大きく深い影響を与えた。

## その他
- 『1999年の夏休み』でデミアンを引用したセリフが登場する。
- 『少女革命ウテナ』の生徒会執行部で使われている合言葉は、デミアンがシンクレールに宛てた手紙のオマージュになっている。
- 『東京喰種トーキョーグール』の第1巻 - 喰種（グール）になってしまった主人公の金木が、喰種の大学生先輩から友人を救うため、怒り任せに独白から本作のデミアンのセリフを引用する。
- 韓国の音楽グループBTSの楽曲『Blood Sweat & Tears』のミュージックビデオ内で引用されている。デミアンは韓国では人気が高く、2008年から2017年までの間で最も売れた古典小説となっている[1]。

## 参考資料
- 『デミアン』高橋健二訳（新潮文庫）ISBN 978-4102001028
- ウリ・ロートフス『素顔のヘルマン・ヘッセ』鈴木久仁子・相沢和子訳（エディションq）ISBN 978-4874175699